# Krengerup
 For alternative betydninger, se Krænkerup.
Krengerup er en hovedgård, som er dannet i 1600 af Gabriel Knudsen Akeleye. Navnet Krengerup nævnes allerede i 1514 i Ørsted Sogn; men der siges intet om, hvorvidt det bæres af en by eller en gård. Gården fik et nyt navn i 1783, nu kaldt Frederikslund til 1917, nu atter kaldt Krengerup. Gården ligger ca. tre kilometer nord for Glamsbjerg i Assens Kommune. Hovedbygningen er opført i 1772 ved Hans Næss.
Krengerup Gods er på 1724 hektar med Brahesholm, Søholm og fire små Gårde
Godsets staldbygninger huser to museer; et arbejdende hørvævsmuseum med mange mekaniske væve og veteranbilmuseet Škoda Museum Danmark.

## Ejere af Krengerup
- (1591-1608) Gabriel Knudsen Akeleye
- (1608-1640) Slægten Akeleye
- (1640-1658) Torben Gabrielsen Akeleye
- (1658-1672) Jacob Lindenov
- (1672-1678) Claus Daa
- (1678-1679) Sophie Amalie Lindenov gift Daa
- (1679-1686) Hans Knudsen
- (1686-1690) Morten Skinkel
- (1690-1705) Anne Carisius gift Skinkel
- (1705-1722) Anna Barbara Carisius gift von Kaphengst / Marie Dorothea Charlotte Carisius gift Stockfleth
- (1722-1745) Marie Dorothea Charlotte Carisius gift Stockfleth
- (1745-1750) Christian Stockfleth
- (1750-1768) Christiane Christiansdatter Stockfleth gift Holck
- (1768-1770) Frederik Vilhelm Conrad Holck
- (1770-1771) Christian Rantzau
- (1771-1822) Frederik Siegfried Christiansen Rantzau
- (1822-1851) Carl Frederik Rantzau
- (1851-1891) Carl Frederik Rantzau
- (1891-1909) Carl Frederik Rantzau
- (1909-1946) Jens Christian Rantzau
- (1946-1953) Fanny Sophie Karen Margrethe Brockenhuus-Schack gift Rantzau
- (1953-1989) Lily Ingeborg Agnes Rantzau gift Knuth
- (1989-2009) Carl Iver Rantzau
- (2009-) Carl Johan Ulrik Rantzau